# U Aurigae
U Aurigae är en förmörkelsevariabel av Mira Ceti-typ  i stjärnbilden Kusken. Stjärnan varierar mellan magnitud +7,5 och 15,5 med en period av 408,09 dygn.